# Сімеон Булгару
Сімеон Булгару (рум. Simeon Bulgaru, нар. 26 травня 1985, Кишинів) — молдовський футболіст, захисник, фланговий півзахисник. Грав за збірну Молдови. Нині — тренер.

## Клубна кар'єра
У дорослому футболі дебютував 2003 року виступами за команду клубу «Зімбру», в якій провів три сезони, взявши участь у 70 матчах чемпіонату. 
Своєю грою за цю команду привернув увагу представників тренерського штабу клубу «Шериф», до складу якого приєднався 2006 року. Відіграв за тираспольський клуб наступні два сезони своєї ігрової кар'єри.
Згодом з 2008 по 2015 рік грав у складі команд клубів «Віборг», «Аланія», «Волга» (Нижній Новгород) та «Іртиш».
До складу клубу «Дачія» приєднався 2015 року. Відтоді встиг відіграти 20 матчів в національному чемпіонаті.

## Виступи за збірну
У 2007 році дебютував в офіційних матчах у складі національної збірної Молдови. Наразі провів у формі головної команди країни 25 матчів, забивши 1 гол.

## Досягнення
- Чемпіон Молдови (2):

Шериф: 2006-07, 2007-08
- Володар Кубка Молдови (2):

Зімбру: 2003-04
Шериф: 2007-08
- Володар Суперкубка Молдови (1):

Шериф: 2007